# یاکوزای تمام‌فلزی
یاکوزای تمام‌فلزی (FULL METAL 極道) فیلمی اکشن و طنز به کارگردانی تاکاشی میکه نوشته شده توسط ایتارو ارا و بر اساس داستانی از هیروکی یاماگوچی محصول سال ۱۹۹۷ است. این فیلم در ژاپن در اصل به صورت ویدئویی توزیع شد اما در جاهای دیگر در سینما نیز اکران شد.